# Monti Sibillini (versante umbro)
Monti Sibillini (versante umbro) este o arie protejată (arie specială de conservare — SAC, sit de importanță comunitară — SCI, arie de protecție specială avifaunistică — SPA) din Italia întinsă pe o suprafață de 17.932 ha, integral pe uscat.

## Localizare
Centrul sitului Monti Sibillini (versante umbro) este situat la coordonatele 42°47′17″N 13°08′27″E / 42.788056°N 13.140833°E.

## Înființare
Situl Monti Sibillini (versante umbro) a fost declarat arie de protecție specială avifaunistică în septembrie 1996 pentru a proteja 119 specii de animale. Alte tipuri de protecție:
- sit de importanță comunitară (în iulie 2006)
- arie specială de conservare (în februarie 2017)[1][2][3]

## Biodiversitate
Situată în ecoregiunea continentală, aria protejată conține 15 habitate naturale: Păduri de fag din Apenini cu Taxus și Ilex, Pajiști alpine și boreale, Formațiuni ierboase bogate în specii de Nardus, dezvoltate pe substraturi silicioase în zone montane (și în zone submontane, în Europa continentală), Liziere de ierburi înalte hidrofile de câmpie și de nivel montan până la alpin, Păduri de Quercus ilex și Quercus rotundifolia, Păduri de stejar alb estice, Peșteri inaccesibile publicului, Galerii de Salix alba și de Populus alba, Pante stâncoase calcaroase cu vegetație casmofită, Grohotișuri termofile și vest-mediteraneene, Pajiști uscate seminaturale și facies de acoperire cu tufișuri pe substraturi calcaroase (Festuco-Brometalia) (* situri importante pentru orhidee), Grohotișuri calcaroase și de șisturi calcaroase de la nivelul montan până la nivelul alpin (Thlaspietea rotundifolii), Cursuri de apă de la nivel de câmpie la nivel montan, cu vegetație Ranunculion fluitantis și Callitricho-Batrachion, Pajiști alpine și subalpine calcaroase, Formațiuni de Juniperus communis pe lande sau pajiști calcaroase.
La baza desemnării sitului se află mai multe specii protejate:
- păsări (109): uliu porumbar (Accipiter gentilis), uliu păsărar (Accipiter nisus), pițigoi codat (Aegithalos caudatus), ciocârlie-de-câmp (Alauda arvensis), potârnichea de stâncă (Alectoris graeca), potârnichea de stâncă (Alectoris graeca graeca), Alectoris rufa, rață mare (Anas platyrhynchos), fâsă-de-câmp (Anthus campestris), fâsă de pădure (Anthus spinoletta), fâsă de pădure (Anthus trivialis), lăstunul mare (Apus apus), acvilă de munte (Aquila chrysaetos), ciuf-de-pădure (Asio otus), cucuvea (Athene noctua), buha (Bubo bubo), șorecarul comun (Buteo buteo), ciocârlie-cu-degete-scurte (Calandrella brachydactyla), caprimulg (Caprimulgus europaeus), sticlete (Carduelis carduelis), Certhia brachydactyla, cojoaica de pădure (Certhia familiaris), Cettia cetti, florinte (Chloris chloris), mierla de apă (Cinclus cinclus), erete de stuf (Circus aeruginosus), erete vânăt (Circus cyaneus), erete cenușiu (Circus pygargus), Cisticola juncidis, botgros (Coccothraustes coccothraustes), porumbel gulerat (Columba palumbus), cioară neagră (Corvus corone), Corvus monedula, prepeliță (Coturnix coturnix), cuc (Cuculus canorus), pițigoi albastru (Cyanistes caeruleus), lăstun de casă (Delichon urbicum), ciocănitoare pestriță mare (Dendrocopos major), Dryobates minor, presură sură (Emberiza calandra), presură de munte (Emberiza cia), presură bărboasă (Emberiza cirlus), presură galbenă (Emberiza citrinella), presură de grădină (Emberiza hortulana), măcăleandru (Erithacus rubecula), Falco biarmicus, șoim călător (Falco peregrinus), șoimul rândunelelor (Falco subbuteo), vânturel roșu (Falco tinnunculus), cinteză (Fringilla coelebs), gaiță (Garrulus glandarius), vulturul pleșuv sur (Gyps fulvus), rândunică (Hirundo rustica), capîntortură (Jynx torquilla), sfrâncioc roșiatic (Lanius collurio), câneparul (Linaria cannabina), ciocârlie de pădure (Lullula arborea), privighetoare (Luscinia megarhynchos), gaia roșie (Milvus milvus), mierlă de piatră (Monticola saxatilis), mierlă albastră (Monticola solitarius), cinghiță alpină (Montifringilla nivalis), codobatură galbenă (Motacilla alba), codobatură de munte (Motacilla cinerea), muscar sur (Muscicapa striata), pietrar sur (Oenanthe oenanthe), grangur (Oriolus oriolus), ciuf-pitic (Otus scops), pițigoi mare (Parus major), vrabie de câmp (Passer montanus), potârniche (Perdix perdix), Perdix perdix italica, pițigoi de brădet (Periparus ater), viespar (Pernis apivorus), vrabie de stâncă (Petronia petronia), fazan (Phasianus colchicus), codroș de munte (Phoenicurus ochruros), codroșul de pădure (Phoenicurus phoenicurus), pitulice de munte (Phylloscopus bonelli), pitulice de munte (Phylloscopus collybita), pitulice sfârâitoare (Phylloscopus sibilatrix), coțofană (Pica pica), ciocănitoarea verde (Picus viridis), pițigoi sur (Poecile palustris), Prunella collaris, Ptyonoprogne rupestris, Pyrrhocorax pyrrhocorax, mugurarul (Pyrrhula pyrrhula), cristei de baltă (Rallus aquaticus), aușel sprâncenat (Regulus ignicapilla), mărăcinar (Saxicola rubetra), mărăcinar negru (Saxicola torquatus), cănăraș (Serinus serinus), țiclete (Sitta europaea), guguștiuc (Streptopelia decaocto), turturică (Streptopelia turtur), huhurez mic (Strix aluco), graur (Sturnus vulgaris), silvie cu cap negru (Sylvia atricapilla), silvie roșcată (Sylvia cantillans), silvie de câmp (Sylvia communis), silvie mediteraneană (Sylvia melanocephala), fluturașul de stâncă (Tichodroma muraria), pănțărușul (Troglodytes troglodytes), mierlă (Turdus merula), sturz-cântător (Turdus philomelos), sturzul de vâsc (Turdus viscivorus), strigă (Tyto alba), pupăză (Upupa epops)
- amfibieni (2): Salamandrina terdigitata, Triturus carnifex
- mamifere (2): lupul (Canis lupus), urs brun (Ursus arctos)
- nevertebrate (4): croitorul mare al stejarului (Cerambyx cerdo), fluturele auriu (Euphydryas aurinia), rădașcă (Lucanus cervus), Rosalia alpina
- pești (1): zglăvoacă (Cottus gobio)
- reptile (1): Vipera ursinii

Pe lângă speciile protejate, pe teritoriul sitului au mai fost identificate 1 specie de păsări, 5 specii de amfibieni, 19 specii de mamifere, 10 specii de reptile.